# 9799 Thronium
9799 Thronium è un asteroide troiano di Giove del campo greco. Scoperto nel 1996, presenta un'orbita caratterizzata da un semiasse maggiore pari a 5,191060 UA e da un'eccentricità di 0,047483, inclinata di 30,513215° rispetto all'eclittica. Ha un diametro di 68,033 km, Ha un periodo di rotazione di 21,52 ore e un'albedo di 0,060.
È il membro principale della famiglia di asteroidi Thronium.
L'asteroide è dedicato alla città di Tronio nella Locride Epicnemidia, alleata degli achei.